# Július Strnisko
Július Strnisko, född den 6 augusti 1958 i Nitra i Slovakien, död 20 september 2008 i Nitra, var en tjeckoslovakisk brottare som tog OS-brons i tungviktsbrottning i fristilsklassen 1980 i Moskva. 